# Верхний Яман
Ве́рхний Яма́н — деревня в Крутинском районе Омской области, входит в состав Рыжковского сельского поселения.

## История
В 1928 году деревня состояла из 124 хозяйств, основное население — русские. В административном отношении находилась в составе Ново-Покровского сельсовета Крутинского района Омского округа Сибирского края.

## Население
| 2010 |
| ---- |
| 67   |

## Улицы
В деревне имеется одна улица: Верх-Яманская. 